# Enrique Collar
Enrique Collar Monterrubio (San Juan de Aznalfarache, 1934. november 2. –) Európa-bajnok spanyol válogatott labdarúgó.
A spanyol válogatott tagjaként részt vett az 1962-es világbajnokságon és az 1964-es Európa-bajnokságon.

## Sikerei, díjai
Atlético Madrid
- Kupagyőztesek Európa-kupája (1): 1961–62
- Spanyol bajnok (1): 1965–66
- Spanyol kupa (3): 1959–60, 1960–61, 1964–65

Spanyolország U18
- U18-as Európa-bajnok (1): 1952

Spanyolország
- Európa-bajnok (1): 1964